# De flierende fluiter
De flierende fluiter is een stripverhaal uit de reeks van Suske en Wiske. Het is gepubliceerd in De Standaard en Het Nieuwsblad van 13 december 2004 tot en met 2 april 2005. De eerste albumuitgave was op 16 februari 2005.

## Locaties
Dit verhaal speelt zich af op de volgende locaties:
- Duitsland, café “Het Biervat”, muziekwinkel, Rietegem, D&A (supermarkt), Zoo, dorp in verborgen vallei, Hamelen, Wezer (rivier).

## Personages
In dit verhaal spelen de volgende personages mee:
- Suske, Wiske, tante Sidonia, Lambik, Jerom, professor Barabas, mannen, kinderen, agent, John (barman), Guido Kaaiman (DPZ), eigenaar D&A-supermarkt, winkelend publiek, muzikant, bewaker dierentuin, Klaus, Hanz en andere dorpelingen.

## Uitvindingen
In dit verhaal speelt de volgende uitvinding mee:
- de gyronef.

## Het verhaal
Suske, Wiske en Lambik zien in een muziekwinkel een fluit en Wiske vertelt dat ze op zolder een blokfluitdiploma van tante Sidonia heeft gevonden. Ze besluiten de fluit uit de veertiende eeuw te kopen en geven die tante Sidonia op haar verjaardag cadeau. Tante Sidonia wil een fragment uit "De Vier Jaargetijden” van Antonio Vivaldi spelen, maar als ze op de fluit blaast raakt ze in een soort trance. Er zit een boekje met bladmuziek bij de fluit en als tante Sidonia een liedje speelt komen er allemaal spinnen tevoorschijn in het huis. Het boekje is geschreven door Klaus uit Holtensen en Suske ziet op het internet dat die plaats vlak bij Hamelen ligt. Suske vertelt over de rattenvanger van Hamelen. Suske, Wiske en tante Sidonia willen naar professor Barabas gaan om de fluit te laten onderzoeken, maar onderweg begint tante Sidonia opnieuw te spelen. Deze keer worden er mannen aangetrokken door de muziek en bij het volgende liedje trekt ze alle kinderen in de buurt aan. Agenten willen tante Sidonia tegenhouden, maar dan lokt zij allemaal boeven naar zich toe en de agenten moeten hen achtervolgen.
Een filmploeg ziet alles gebeuren en de beelden komen op de televisie, ze worden gezien door een man die op zoek is naar de bijzondere fluit. Tante Sidonia is onder invloed van de fluit en gedraagt zich vreemd. Professor Barabas onderzoekt de fluit en ziet dat hij gemaakt is van een inlandse eik van ongeveer 850 jaar oud. Tante Sidonia speelt enkele liedjes en lokt katten en koeien, maar als professor Barabas voorstelt de fluit in zijn kluis op te bergen gaat ze ervandoor. Suske en Wiske willen tante Sidonia tegenhouden, maar tante Sidonia stuurt vliegen op hen af. Dan lokt tante Sidonia wormen voor een visser. Als blijkt dat de visser haar niet kan betalen, gooit ze hem in het water. Professor Barabas wordt door de vreemde man neergeslagen en deze man neemt het doosje van de fluit mee. Tante Sidonia probeert voor geld te spelen op een drukke winkelstraat, na haar fluitspel wil ook hier niemand betalen en opnieuw worden muggen op de mensen afgestuurd. Een man neemt tante Sidonia mee naar de D&A-supermarkt en hij wil klanten voor zijn winkel, die te ver van het centrum ligt, laten lokken. Voor de helft van de winst belooft tante Sidonia hem te helpen.
Journalisten gaan af op de supermarkt en ’s avonds komen de beelden op televisie, professor Barabas ziet dit en de vrienden gaan snel naar de D&A. Tante Sidonia raakt uitgeput van het fluitspel en als blijkt dat de directeur weigert te betalen lokt tante Sidonia ratten naar de supermarkt. De klanten vluchten weg en de ratten knagen alles kapot. Tante Sidonia gaat naar de Zoo en lokt een kudde olifanten, Jerom voorkomt dat Lambik door de kudde wordt geplet. De vrienden vinden tante Sidonia, ze is bewusteloos, en nemen haar mee naar het laboratorium van professor Barabas. In de kofferbak van hun auto zit de vreemde man en er vertrekt een vreemde helikopter richting het laboratorium. Professor Barabas vertelt dat de trillingen van de fluit de hersenen van tante Sidonia hebben geblokkeerd. Jerom pakt dan de mysterieuze man en deze vertelt dat de rattenvanger van Hamelen allemaal kinderen in een grot lokte. Hij nam ze mee naar een verborgen vallei en wilde ze alleen maar enkele dagen daar houden. Maar de pest sloeg toe in Hamelen en hij besliste de kinderen in de vallei te laten wonen, waar ze nog altijd gelukkig zijn.
De man is een nakomeling van een van die kinderen en zonder de fluit is zijn rijk gedoemd te verdwijnen. De fruitbomen in de vallei worden bevrucht door bijen en deze bijen komen alleen naar de vallei door het fluitspel. Slechts één inwoner van het dorp leert de fluit te bespelen en onlangs is de leider van het dorp gestorven. Zijn zoon Klaus aanvaardde het leiderschap niet en wilde een nieuw leven beginnen in de moderne wereld. Hij heeft de fluit meegenomen en de man is sinds dat moment op zoek naar de fluit. De man vertelt dat er een speciaal liedje is, dat regelmatig gespeeld moet worden om niet gek te worden door de fluit. De man ontvoert Suske, Wiske en tante Sidonia en gaat op weg naar de vallei. Professor Barabas geeft tante Sidonia nog een koortswerend middel voor ze vertrekken, en blijkt ook een zendertje geïmplanteerd te hebben. Met de gyronef reizen ze de auto achterna en zien hoe de dorpelingen de man en zijn gijzelaars ontvangen bij de ingang van de grot. Suske en Wiske horen dat ze voor altijd in het dorp moeten blijven wonen en ze worden geblinddoekt meegenomen in de grot.
Als professor Barabas, Lambik en Jerom de grot binnengaan gaat een alarm af en de dorpelingen zetten een verdedigingssysteem in werking. Er raast enorm veel water door de gangen , maar Jerom kan zijn vrienden redden door het water op te drinken. De dorpelingen laten tante Sidonia het speciale liedje spelen, de noten staan op een huis gegraveerd, maar dit heeft geen effect. Dan landt de helikopter en Klaus blijkt hier in te zitten. Klaus is directeur geworden, maar kreeg veel spijt van zijn vertrek. Suske en Wiske laten Klaus het speciale liedje spelen en tante Sidonia herstelt nu snel. Klaus lokt dan de bijen met zijn fluitspel en de vallei is gered. Lambik, Jerom en professor Barabas komen dan in de vallei en de vrienden beloven de plaats van deze vallei niet te verraden en genieten nog van een picknick met de dorpelingen.

## Achtergronden bij het verhaal
- Dit is het eerste lange verhaal sinds het aantreden van Marc Verhaegen als vaste tekenaar van Suske en Wiske, waarvan hij alleen maar supervisor was. Het verhaal werd geschreven door Peter Van Gucht en getekend door Walter Van Gasse. Zo had Verhaegen meer tijd om zich te verdiepen in een verhaal over Willem van Oranje, dat in de loop van 2005 had moeten verschijnen. Dit ging niet door vanwege het ontslag van Verhaegen in februari 2005.
- Wiske draagt een jurkje zonder mouwen en "moderne" schoenen in dit verhaal.
- Suske draagt een legerbroek en een lang rood T-shirt.
- Schanulleke is op de voorkant van het album afgebeeld, maar is in het verhaal niet één keer te zien.